# Saint-Firmin (Hautes-Alpes)
Saint-Firmin település Franciaországban, Hautes-Alpes megyében. Lakosainak száma 449 fő (2022. január 1.). Saint-Firmin Aspres-lès-Corps, Le Glaizil, Saint-Jacques-en-Valgodemard, Saint-Maurice-en-Valgodemard, Beaufin és Aubessagne községekkel határos.

## Népesség
A település népessége az elmúlt években az alábbi módon változott:
| Lakosok száma | 515  | 465  | 408  | 438  | 478  | 468  | 458  | 443  | 446  | 449  |
|               | 1968 | 1982 | 1990 | 2006 | 2013 | 2015 | 2017 | 2019 | 2020 | 2022 |